# بيرسي تشيري
بيرسي تشيري (بالإنجليزية: Percy Cherry)‏ هو ضابط أسترالي، ولد في 4 يونيو 1895 في Drysdale, Victoria ‏ في أستراليا، وتوفي في 27 مارس 1917 في لاجنيكورت مارسيل في فرنسا.